# Juin 1801

## Événements
- 6 juin : traité de Badajoz. La guerre des Oranges se termine par la fermeture des ports portugais aux navires britanniques, la cession d’une ville frontalière à l’Espagne (Olivence, en Alentejo) et d’une partie de la Guyane à la France[1].

- 11 juin (30 mai du calendrier julien) : création d’un conseil permanent de 12 membres chargés de l’étude et de la préparation des lois[2].

- 12 juin : aidé par le missionnaire français Mgr Pigneau de Behaine, le prince Nguyên Anh s’empare de Hué prise sur les frères Tây Son, qui s’étaient emparés de l’Annam, du Tonkin et de la Cochinchine[3]. Cette aide sera plus tard utilisée pour légitimer les « droits » de la France sur la Cochinchine. Après la prise d’Hanoï le 20 juillet 1802 Nguyên Anh rétablit l’unité vietnamienne.

- 17 juin (5 juin du calendrier julien) : convention russo-britannique de Saint-Pétersbourg[4].

- 24 juin : premières réunions du Comité secret (Nicolas Novosiltsov, Paul Stroganov, Victor Pavlovitch Kotchoubeï, Adam Czartoryski)[4].

- 25 juin : établissement pénitentiaire britannique à Newcastle (Australie)[5].

- 27 juin : le général Belliard capitule au Caire[6].

## Naissances
- 14 juin : Peter Wilhelm Lund (mort en 1880), zoologiste et paléontologue danois.
- 16 juin : Julius Plücker (mort en 1868), mathématicien et physicien allemand.
- 17 juin : Jean Nicolas Houzeau-Muiron (mort en 1844), pharmacien et fabricant de produits chimiques français.
- 30 juin : Frédéric Bastiat, parlementaire français et économiste († 24 décembre 1850)

## Décès
- 8 juin : Perrucho (Francisco García), matador espagnol (° 1745).